# Nee's niks
Nee's niks is de debuutsingle van de Nederlandse band De Raggende Manne uit 1990. Het stond in hetzelfde jaar als vijfde track op het album Knuppelhout.

## Achtergrond
Nee's  niks is geschreven door Bob Fosko. Het nummer duurt slechts 6 seconden, maar werd toch veelvoudig gedraaid op onder andere Radio Veronica. De single werd veel verkocht, maar kwam niet in een Nederlandse hitlijst. De reden daarvoor was dat het nummer niet de vereiste lengte van zestig seconden had om in de lijsten opgenomen te mogen worden. Het lied kan worden gezien als een miniatuur. De B-kant Ragflarz is niet veel langer dan de A-kant; deze duurt zeven seconden.